# Isabel Andreu de Aguilar
Isabel Andreu de Aguilar (née Isabel Andreu y Blanco le 15 novembre 1887 à Fajardo - 7 avril 1948) est une écrivaine, éducatrice, philanthrope, suffragette et activiste de Porto Rico. Elle participe à la fondation de la Ligue féministe portoricaine et est l'une des cofondatrices de l'Association des femmes diplômées de l'Université de Porto Rico. Elle est la deuxième présidente de l’Association des femmes suffragistes de Porto Rico et l’une des premières femmes à se porter candidate à un siège au Sénat une fois leur droit de vote obtenu.

## Premières années et éducation
Isabel Andreu y Blanco est née le 15 novembre 1887 à Fajardo, Porto Rico, de Cristóbal Andreu Comendador et de Blanca Irene Blanco Guzmán. Elle est née pendant la période où l'île est un district administratif de l'Espagne et son père, originaire de Majorque, devient maire de Fajardo. Sa mère est d'origine portoricaine. Après avoir fréquenté l'école primaire, elle obtient une bourse pour fréquenter l'École normale en 1902. Elle obtient son diplôme en 1907 en tant que première classe d'anciens élèves de l'Escuela Normal de l'Université de Porto Rico.

## Carrière
Andreu commence à travailler comme enseignante dans l’école modèle affiliée à l’université, mais rentre rapidement rentrée chez elle à Fajardo où elle continue à enseigner. En 1917, lors de la création de la bibliothèque Carnegie, elle est nommée membre du conseil d'administration. La même année, elle devient vice-présidente de la Ligue féministe portoricaine (en espagnol : Liga Femínea Puertorriqueña), fondée par Ana Roqué (1853-1933). La Ligue s'efforce d'obtenir le droit de vote des femmes et lorsque leur sénateur Antonio Rafael Barceló refuse de discuter de l'affaire, Andreu, María L. de Ashford et Milagros Benet de Mewton vont plaider leur cause à Washington, DC. En 1921, l’organisation change de nom et devient la Ligue sociale suffragiste (espagnol : La Liga Social Sufragista) et élargi sa plate-forme au suffrage des femmes pour une pleine participation civique et politique. En 1924, Andreu, avec Rosario Belber, Maria Cadilla de Martinez, Luisa Callejo, Beatriz Lasalle, Ana López de Vélez, Roqué et Amina Tió de Malaret démissionnent de la Ligue pour des raisons idéologiques. L'année suivante, Roqué et Andreu forment l'Association portoricaine de femmes suffragistes (espagnol : Asociación Puertorriqueña de Mujeres Sufragistas). Le point crucial de la scission idéologique est de savoir si l’extension du vote aux femmes doit inclure le suffrage universel ou s’il doit être limité aux femmes instruites. Andreu et Roqué sont dans le camp qui préconise l’éducation comme condition préalable au vote. La même année en 1925, Andreu est nommée membre du conseil d’administration de l’Université de Porto Rico.
En 1929, Andreu est choisie comme présidente de l'Association des femmes suffragistes et les femmes réussissent à obtenir le vote pour les femmes instruites. En 1932, Andreu est élue sénatrice du Parti libéral, la première femme à se présenter. Après avoir perdu l'élection, Andreu retourne à l'école et termine un baccalauréat en éducation à l'Université de Porto Rico en 1935. Plus tard cette année, elle étudie la sociologie à l'Université de Columbia, et plus tard obtient un Master en arts spécialisés dans l'éducation des adultes. En 1936, Andreu et d’autres femmes professionnelles fondèrent l’Association des femmes diplômées de l’Université de Porto Rico dans le but d’améliorer le développement professionnel, universitaire et culturel de ses membres et de l’université. Durant les années 1930 et 1940, elle continue à siéger à la bibliothèque et à l'université, ainsi qu'à des allocutions publiques et à des écrits sur des sujets allant de l'éducation aux droits des femmes et à l'alphabétisation des adultes. Andreu meurt le 7 avril 1948 et à titre posthume, un bâtiment de l'Université de Porto Rico porte son nom, ainsi qu'une rue de San Juan.